# Casa del Músic
La Casa del Músic era una masia de l'antic nucli dels Masions, de l'antic terme de Fígols de Tremp, pertanyent actualment al municipi de Tremp. Estava situada a la part oriental dels Masions, a llevant de la Masia del Rei i al sud-sud-est de lo Masió. És a la dreta del barranc del Músic.
Es tracta d'una antiga masia amb edificacions annexes. La casa consta de planta, pis i golfes. Està construïda amb pedra del país sense tallar i rejuntada amb fang. El parament està a la vista. La façana principal està gairebé derruïda i, per tant, no sabem quina era la distribució de les obertures. La coberta era a dues aigües i actualment està pràcticament esfondrada.